# Peter Mutharika
Arthur Peter Mutharika (sinh 18 tháng 7, 1940) là một chính trị gia, nhà giáo dục và luật sư người Malawi người đã là Tổng thống Malawi kể từ 31 tháng 5 năm 2014. Mutharika đã làm việc khắp toàn cầu trong lĩnh vực công lý quốc tế. Ông là một chuyên gia về pháp luật kinh tế quốc tế, luật pháp quốc tế và luật hiến pháp so sánh. Ông chính thức làm cố vấn cho anh trai mình, Tổng thống Bingu wa Mutharika, về chính sách đối nội và đối ngoại từ khi bắt đầu chiến dịch tranh cử của anh trai cho đến tổng thống qua đời ngày 5 tháng 4 năm 2012.
Ông cũng đã giữ chức vụ bộ trưởng Bộ Tư pháp và sau đó là bộ trưởng Bộ Giáo dục, Khoa học và Công nghệ. Mutharika cũng từng là Bộ trưởng Ngoại giao 2011-2012. Ông cũng phục vụ như Bộ trưởng Bộ ngoại giao từ 2011 tới 2012. Ông được giao nhiệm vụ làm cầu nối mối quan hệ giữa Malawi và Vương quốc Anh do sự suy giảm của ngoại giao công giữa hai quốc gia sau vụ tranh cãi Chocrane-Dyet.
Là ứng cử viên thường trực Đảng Tiến bộ Dân chủ (DPP) trong cuộc bầu cử tổng thống năm 2014 và đã đắc cử.
Vào tháng 8 năm 2021, Tòa án Hiến pháp xem xét đơn kháng cáo của Đảng Dân chủ Tiến bộ của Peter Mutharika. Ông kêu gọi hủy bỏ cuộc bầu cử tổng thống năm 2020 vì bốn đại diện của ông đã bị cấm ngồi trong Ủy ban Bầu cử.